# Provincia Cuenca
Cuenca este o provincie în Spania centrală, în comunitatea autonomă Castilia-La Mancha. Capitala sa este Cuenca.

## Note

Diviziunile Provinciei Cuenca